# 柳原ゆう
柳原 ゆう（やなぎはら ゆう、1992年10月11日 - ）は、日本のモデル、コンパニオン、レースクイーンである。既婚。

## 人物
趣味は読書、カフェ、バイク、バイクのメンテナンス、車、映画。
愛車はYAMAHAのSR500。アルファロメオ・スパイダー。シトロエン AMI8。

## 活動

### コンパニオン
- CP＋
- 東京オートサロン
- インターロップ

### レースクイーン
- SUPER GTレクサス
- 全日本ロードレース選手権YAMAHA
- チャンピオンガール

## 出演

### テレビ番組
- 為替番組「m2j」- アシスタントMC

### 広告
- チェリオ - ライフガードPR
- タイセン - 靴モデル
- カーくる - アンバサダー